# バドゥン王国
バドゥン王国（Badung）は、ゲルゲル王国より分かれたバリ8王国のうちの1つ。バドゥン（現在のデンパサール）市内を流れるバドゥン川（アユン川）を挟んで東側のバドゥン王国と傍流の西側のパムチュタン王国に分かれていた。
バリ島は、8つの王国が覇権を争い、1870年（1880年代前半とも）にタバナン王国との狭間にあったムンウィ王国をタバナン王国と連合してこれを滅ぼす。
1904年、中国の船がサヌール海岸沖で遭難し、サヌールの人々が物資を略奪したと中国船からオランダ軍に訴えがあり、オランダは多額の賠償金を支払うよう圧力をかけてきた。しかし、船の遭難した責任は王国にはないとして、要求を拒否した。
1906年9月20日、オランダ艦隊がサヌールの海岸により上陸し、パムチュタンとデンパサールを攻撃した。しかし、バドウンの兵士は敗北を重ねた。パムチュタンとバドゥンの王はオランダ軍が町に入城する前に重要かつ価値のあるものはすべて破却するよう命を出し、宮殿はオランダによる略奪を潔しとせず、火をかけた。オランダ軍はついにバドゥンに入り、国王ら王族は、伝統的な武器で中心部の通りで勇敢に戦ったが、最後は王や王族を先頭にププタンにより戦いの幕は閉じた。オランダ軍は引き続いてアユン川を渡り、パムチュタンの町を攻めた。王と王女に従い、王族は婦女や子供まで、宝石や金で装飾した戦士の服を着て、クリスや槍という伝統的なスタイルで戦い、激しく抵抗したが、オランダ軍の銃口の前に倒れていった。そして、最後はププタンにより、王や王女と共に多くの人々が名誉ある死を選んだ。